# Liste der türkischen Botschafter in Algerien
| Ernennung Akkreditierung | Ständiger Vertreter | Bemerkung | Ministerpräsident der Türkei | Regierungschef von Algerien  | Posten verlassen |
| ------------------------ | ------------------- | --- | ---------------------------- | ---------------------------- | ---------------- |
| 30. Juni 1963            | Semih Günver        | (* Januar 1917 in Kütahya, † 10. Januar 2000 in Ankara) | İsmet İnönü                  | Ahmed Ben Bella              | 31. Aug. 1965    |
| 30. Sep. 1965            | İsmail Soysal       | | Suad Hayri Ürgüplü           | Houari Boumedienne           | 16. Aug. 1969    |
| 19. Aug. 1969            | Efdal Deringil      | | Suad Hayri Ürgüplü           | Houari Boumedienne           | 13. Dez. 1971    |
| 31. Dez. 1971            | Faik Melek          | | Nihat Erim                   | Houari Boumedienne           | 16. Juli 1978    |
| 2. Sep. 1978             | Selçuk Korkud       | | Mustafa Bülent Ecevit        | Houari Boumedienne           | 18. März 1982    |
| 28. Mai 1982             | Sencer Asena        | | Bülent Ulusu                 | Mohamed Ben Ahmed Abdelghani | 2. Nov. 1984     |
| 2. Nov. 1984             | Savlet K. Aktuğ     | | Turgut Özal                  | Abdelhamid Brahimi           | 21. Feb. 1985    |
| 11. März 1985            | Verşan Şentürkler   | | Turgut Özal                  | Abdelhamid Brahimi           | 6. Dez. 1985     |
| 8. Jan. 1986             | Erdil K. Akay       | | Turgut Özal                  | Abdelhamid Brahimi           | 6. Sep. 1989     |
| 27. Sep. 1989            | Ömer Ersun          | | Yıldırım Akbulut             | Mouloud Hamrouche            | 18. Nov. 1991    |
| 27. Nov. 1991            | Ümit Pamir          | (* 1942 in Istanbul) 1990–1991: Ständiger Vertreter bei der Internationalen Zivilluftfahrt-Organisation, 1995–1997: Botschafter in Athen, 2002–2004: Ständiger Vertrauter beim UN-Hauptquartier, 2004–2006: Ständiger Vertreter beim Nordatlantikrat. | Ahmet Mesut Yılmaz           | Sid Ahmed Ghozali            | 17. Aug. 1995    |
| 1. Sep. 1995             | Burhanettin Muz     | (* 1939 in Anamur Mersin) 1986–1990: Generalkonsul in Karlsruhe, 2001–2003: Generalkonsul in Algier | Tansu Çiller                 | Ahmed Ouyahia                | 20. Aug. 1999    |
| 23. Aug. 1999            | Atilla Uzer         | | Bülent Ecevit                | Smail Hamdani                | 28. Jan. 2004    |
| 31. Jan. 2004            | Ercümend Ahmet Enç  | (* 16. Oktober 1953 in Ankara) | Recep Tayyip Erdoğan         | Ahmed Ouyahia                | 29. März 2008    |
| 1. Apr. 2008             | Ahmet Necati Bigalı | (* 23. Oktober 1956 in Izmir) 2014: Botschafter in Prag | Recep Tayyip Erdoğan         | Ahmed Ouyahia                | 15. Juni 2012    |
| 15. Juli 2012            | Barbaros Tuna Erdem | | Recep Tayyip Erdoğan         | Abdelmalek Sellal            | 31. Jan. 2013    |
| 31. Jan. 2013            | Adnan Keçeci        | | Recep Tayyip Erdoğan         | Abdelmalek Sellal            |                  |